# فيروزه نهاوندى
فيروزه نهافندي عالمة اجتماع بلجيكية-ايرانية (مواليد باريس في 3 اكتوير 1955)أستاذة العلوم الاجتماعية في جامعة بروكسل الحرة، ومديرة مركز دراسات التعاون التنمية الدولية ، وهي ابنة السياسي الإيراني هوشنك نهاوندى.

## وصلات خارجية
- ا